# Yabroudien

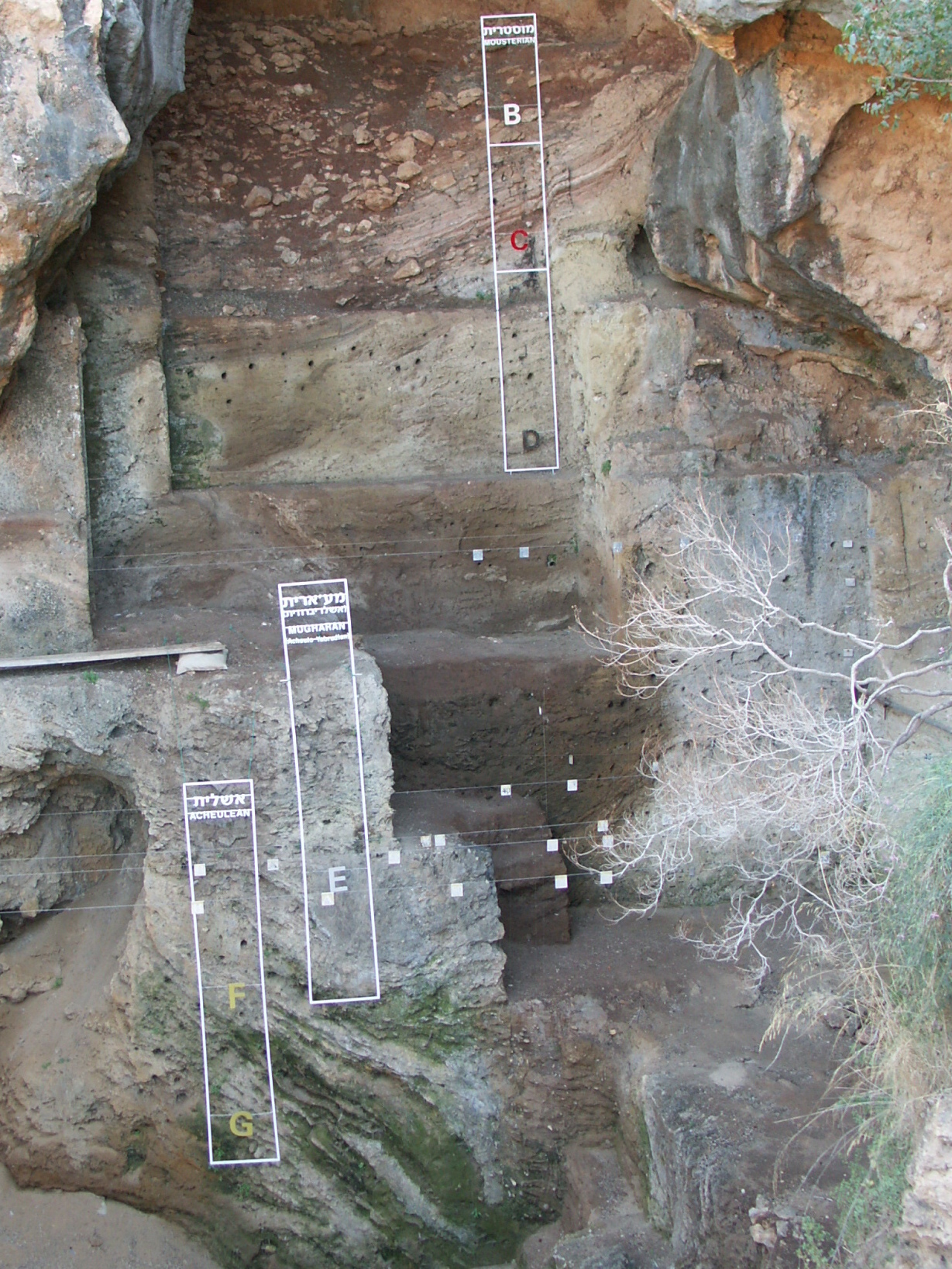
La grotte de Tabun, mont Carmel, en Israël

Le Yabroudien est une industrie lithique préhistorique du Paléolithique moyen. Il apparait au Proche-Orient il y a environ 350 000 ans, où il représente une rupture technologique par rapport aux lignées acheuléennes très riches en bifaces qui le précèdent, avant de laisser la place aux cultures laminaires de type Hummalien qui lui succèdent.

## Historique
Le Yabroudien a été décrit et dénommé en 1950 par le préhistorien allemand Alfred Rust, d'après la localité de Yabroud, située à 80 km au nord de Damas, sur les flancs du massif de l'Anti-Liban.

## Description
Le Yabroudien est une industrie non-acheuléenne en raison de la rareté des bifaces trouvés dans les assemblages. Ceux-ci sont d'ailleurs d’une facture différente des bifaces acheuléens. Le Yabroudien est caractérisé par l'abondance d'outils sur éclats, notamment de racloirs épais, qui peuvent être simples (les plus nombreux), déjetés, ou transversaux, avec quelques grattoirs, burins, perçoirs, ainsi que des encoches et denticulés.

## Chronologie
Dans le gisement d'Hummal, qui fait partie de la zone d'El Kowm, en Syrie, le Yabroudien occupe une position stratigraphique claire entre l'Acheuléen et les industries du Paléolithique moyen central. Le Yabroudien est pour Jean-Marie Le Tensorer une industrie du Paléolithique moyen ancien.
Les fouilles modernes réalisées dans la grotte de Qesem et dans celle de Tabun, en Israël, suggèrent une période d'existence comprise entre environ 350 000 et 200 000 ans.

## Principaux sites
Dans la région d’El Kowm, en Syrie centrale, les sites yabroudiens sont nombreux et tous en plein air, alors qu’ailleurs, au Proche-Orient, le Yabroudien est connu en grotte ou sous abri.
- Syrie :
  - Yabroud I et II
  - El Kowm, dont :
    - Hummal : dans ce gisement, le Yabroudien débute très tôt, vraisemblablement avant la dernière phase de l’Acheuléen supérieur[1].
    - Nadaouiyeh Aïn Askar

  - grotte de Dederiyeh
- Israël :
  - grotte de Tabun
  - grotte des Voleurs (Mugharet el-Zuttiyeh), en Galilée, qui abritait le crâne fossile de l'Homme de Galilée
  - grotte de Qesem

## Une comparaison avec l'Europe?
Le Yabroudien semble rappeler certaines industries européennes du Paléolithique moyen, comme le Micoquien ou le Moustérien de type Quina, alors qu'il est beaucoup plus ancien au Proche-Orient et contemporain des dernières industries acheuléennes. Les similitudes observées entre cette industrie proche-orientale et des cultures européennes plus récentes pourraient laisser supposer une éventuelle migration de populations du Moyen-Orient vers l’Europe il y a environ 200 000 ans. Cependant, certains faciès du Paléolithique ancien français (la Caune de l'Arago à Tautavel, ou La Micoque aux Eyzies-de-Tayac) montrent l’apparition d’une tradition non-acheuléenne comparable au Yabroudien entre 400 000 et 300 000 ans.

## Industries postérieures
Au Yabroudien succèdent au Proche-Orient le Hummalien, puis le Moustérien et l'Amoudien.